# Villa Ada
La Villa Ada est le plus grand parc public du centre de Rome (avec la Villa Doria Pamphili) avec ses 160 hectares. Il est situé dans le quartier de Parioli, au nord de la ville, juste à l'extérieur du Mur d'Aurélien et non loin du parc de la Villa Borghèse. Il abrite de nombreux bâtiments néoclassiques, dont la villa royale (actuellement utilisée par les légations diplomatiques égyptiennes en Italie).

## Historique
La zone est devenue propriété de la famille Pallavicini au XVIIIe siècle, qui l'a fait aménager en « jardin paysager », en créant des chemins et des petits bâtiments (Belvédère, Caffehaus, Temple de Flore...). Acquis par la Maison de Savoie en 1872, le roi Victor Emmanuel II apprécia beaucoup l'endroit, il acheta des terres pour l'agrandir et améliora certains bâtiments comme les écuries. C'est à cette époque, de 1872 à 1875, que fut construite la Palazzina Reale, devant servir de résidence à la famille royale. Umberto Ier, moins attaché au lieu, vendit la villa à l'administrateur des biens de la famille royale, qui lui donna alors le nom de sa femme, Ada. En 1904, Victor Emmanuel III en fit de nouveau l'acquisition, et la maison est devenue la résidence royale (Villa Savoia) jusqu'en 1946 et la fin de la monarchie. La partie proche de la Via Salaria est devenue publique en 1957, la Villa Savoia et ses alentours abritent désormais l'Ambassade et le Consulat d'Egypte.

## Édifices à l'intérieur du parc
Le parc abrite plusieurs édifices historiques, le plus connu étant la Villa Reale, ou Villa Savoia (actuelle ambassade d'Egypte). D'autres édifices néoclassiques s'y trouvent, tels le Temple de Flore, la Villa Polissena, ou les Ecuries Royales. Des constructions de la fin du XIXe siècle comme le Chalet Suisse ou la tour Gothique y ajoutent du pittoresque.
La municipalité de Rome avait prévu d’utiliser les anciennes écuries royales pour abriter sa collection de jouets anciens, achetée en 2005 par la Surintendance du patrimoine culturel du Capitole, constituant ainsi le Musée européen du jeu et du jouet. Le projet n’a jamais été achevé, également en raison de l’opposition des associations Legambiente et Italia Nostra, et les écuries sont toujours dans un état d’abandon avancé,. Un projet de restauration et de requalification des serres est cependant voté en 2024.

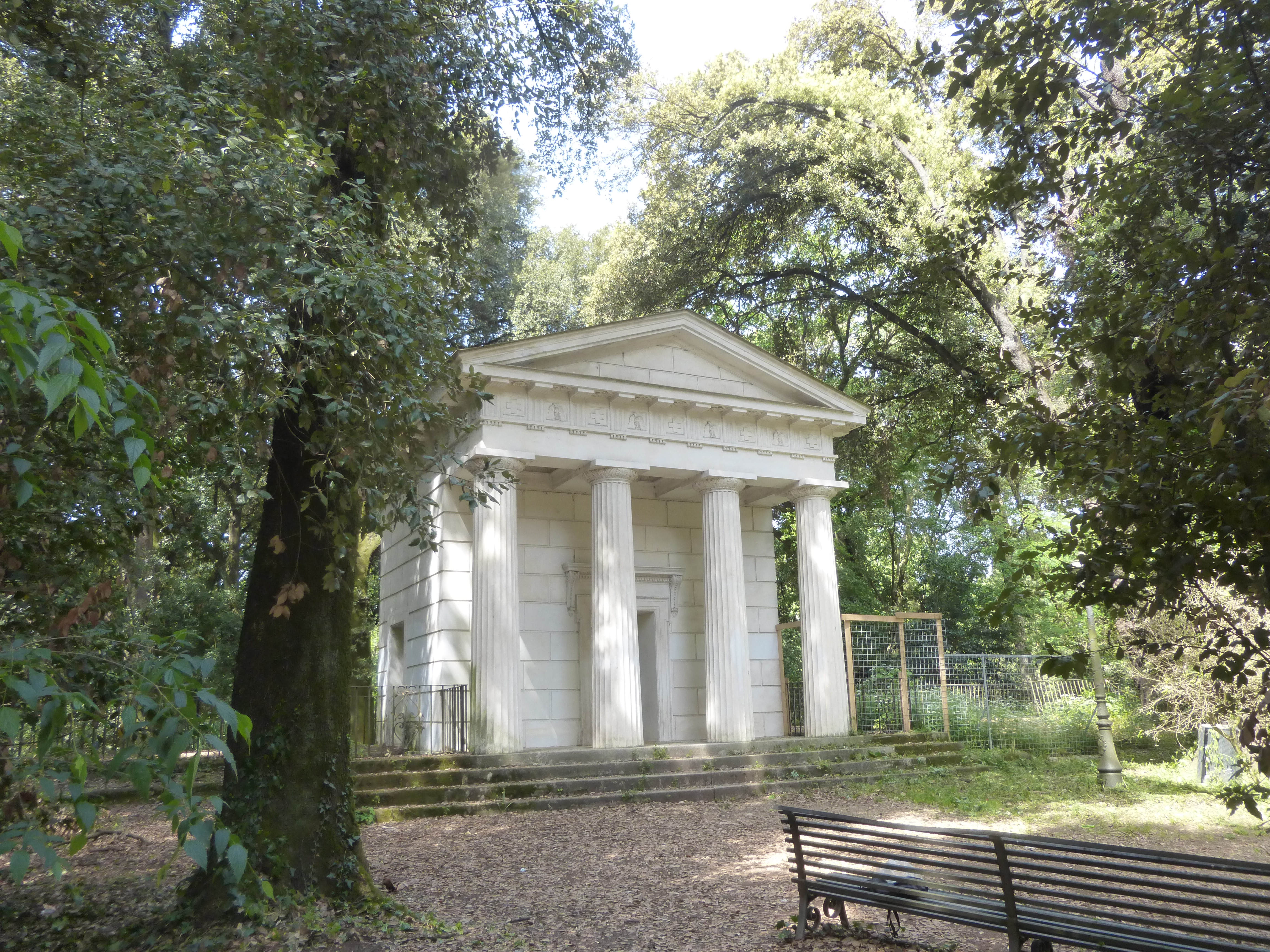
Temple de Flore, du 18e siècle
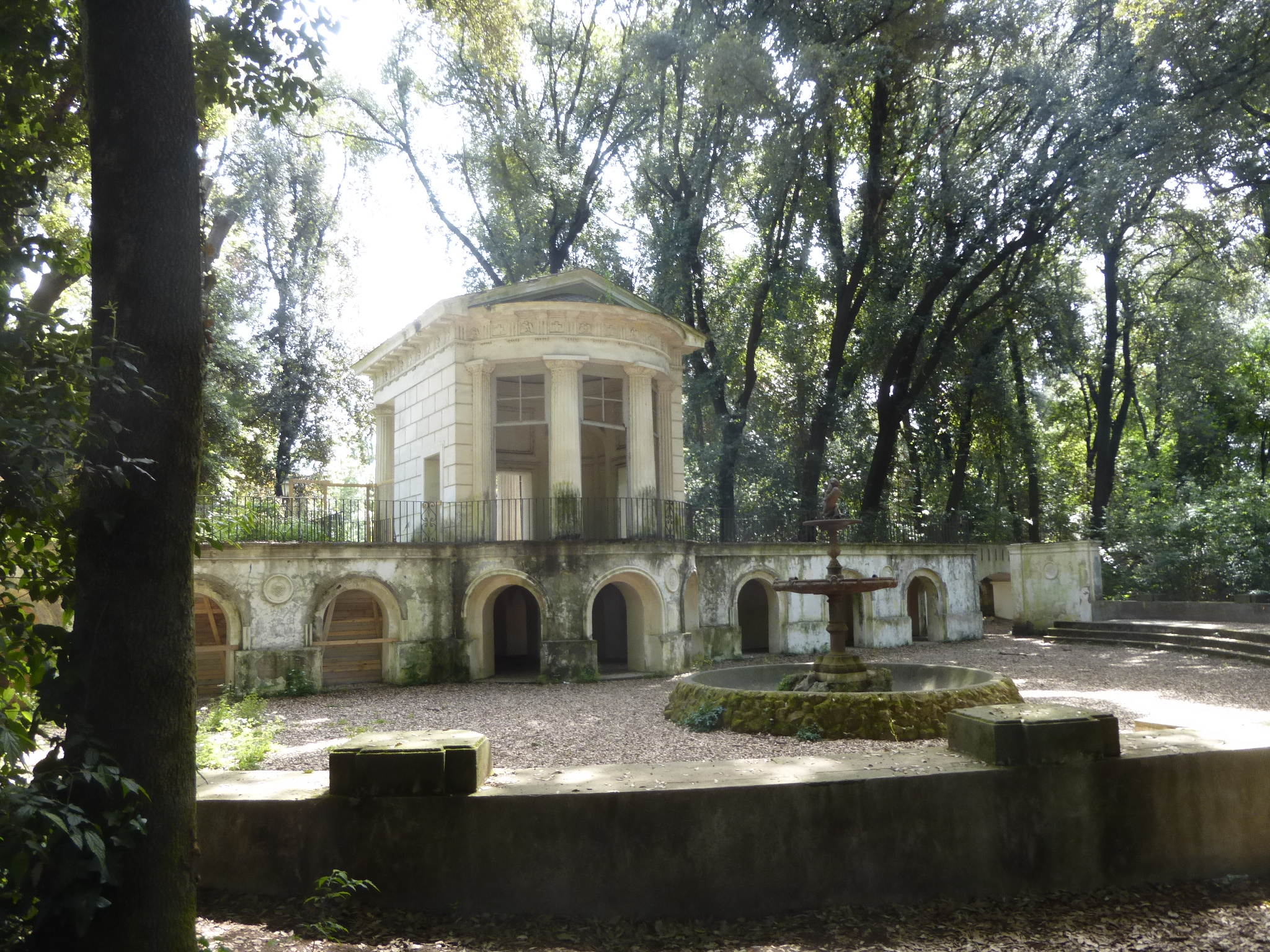
Temple de Flore, vue arrière
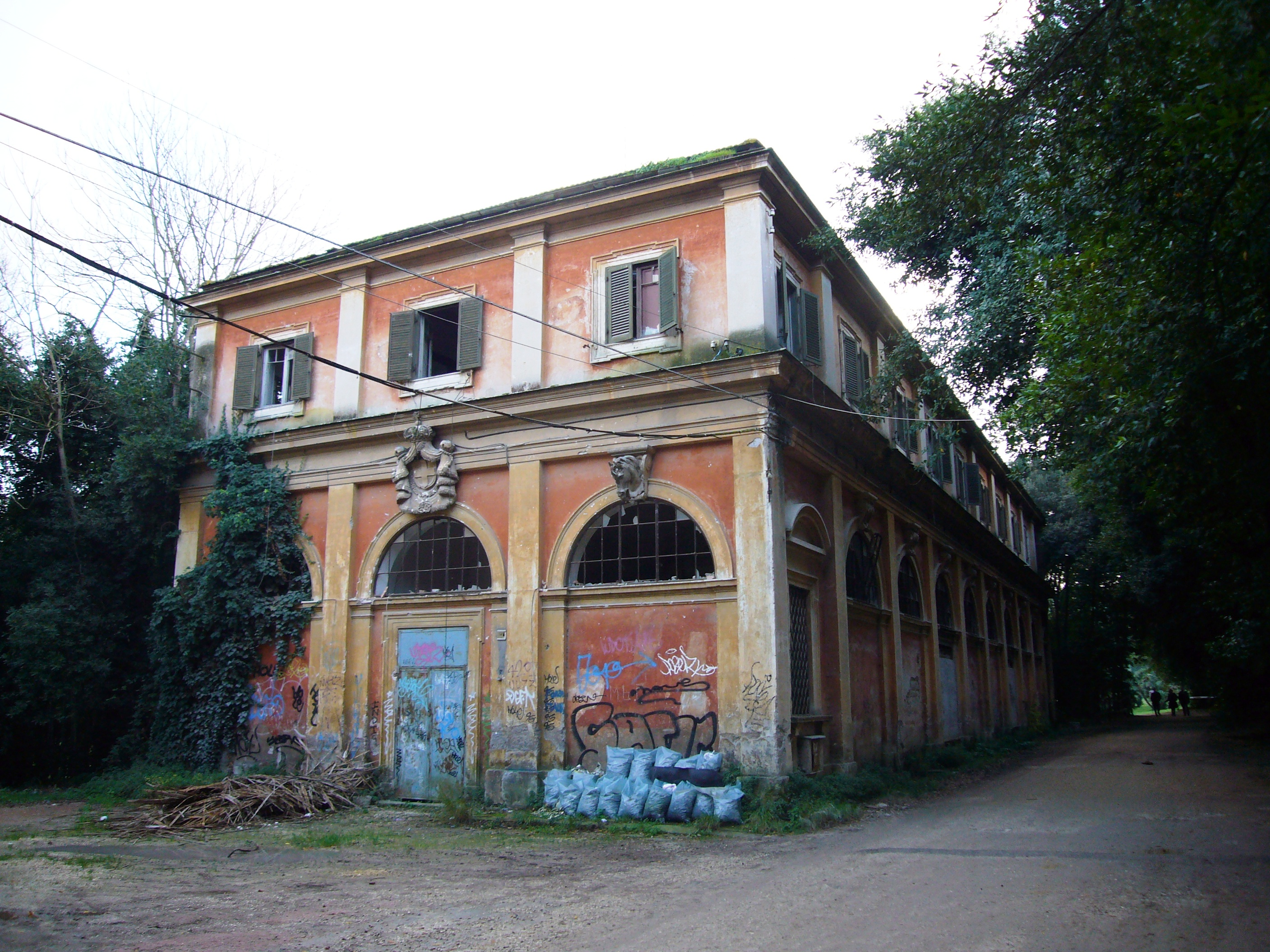
Anciennes Ecuries
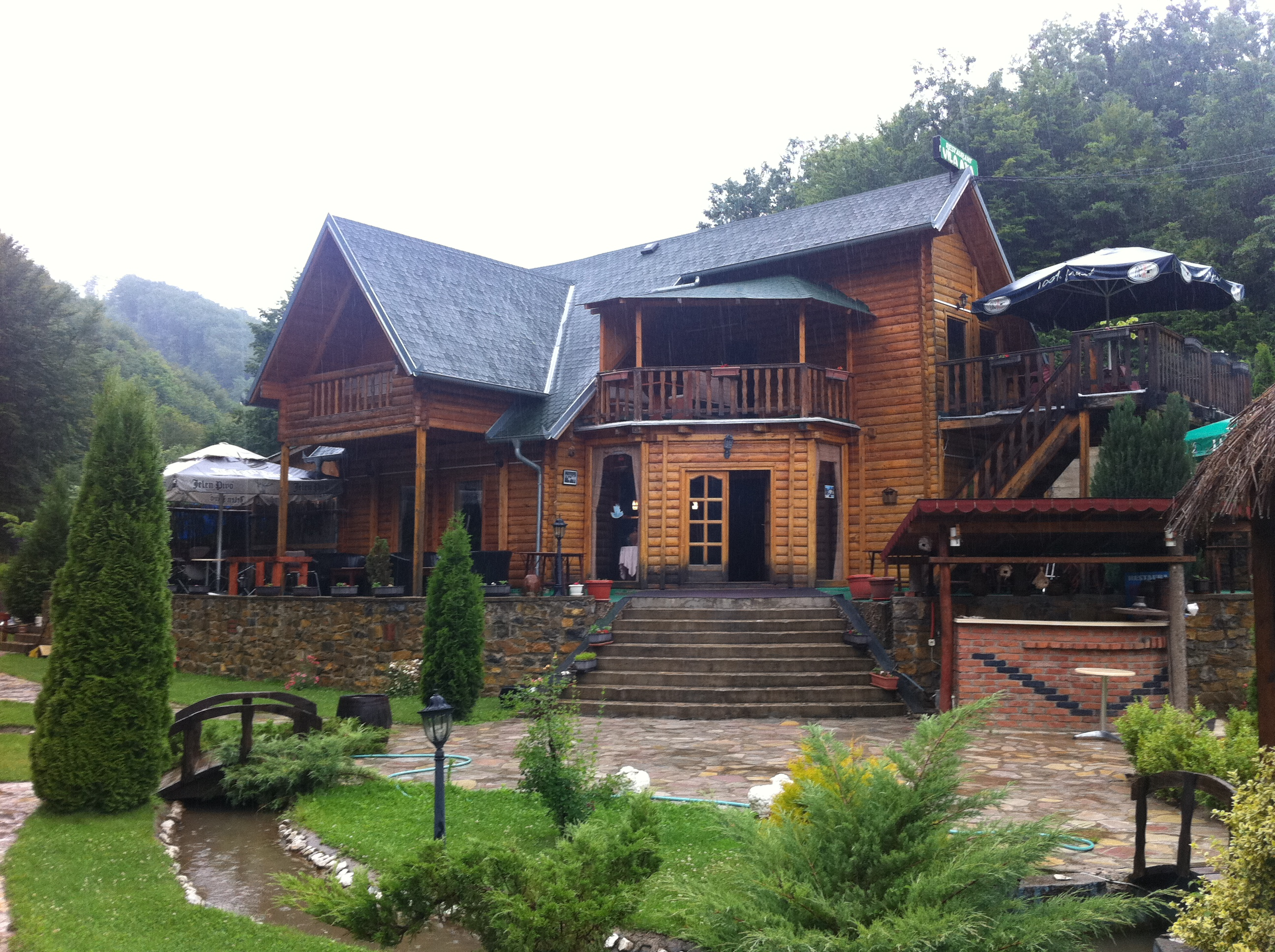
Chalet Suisse, actuellement un restaurant
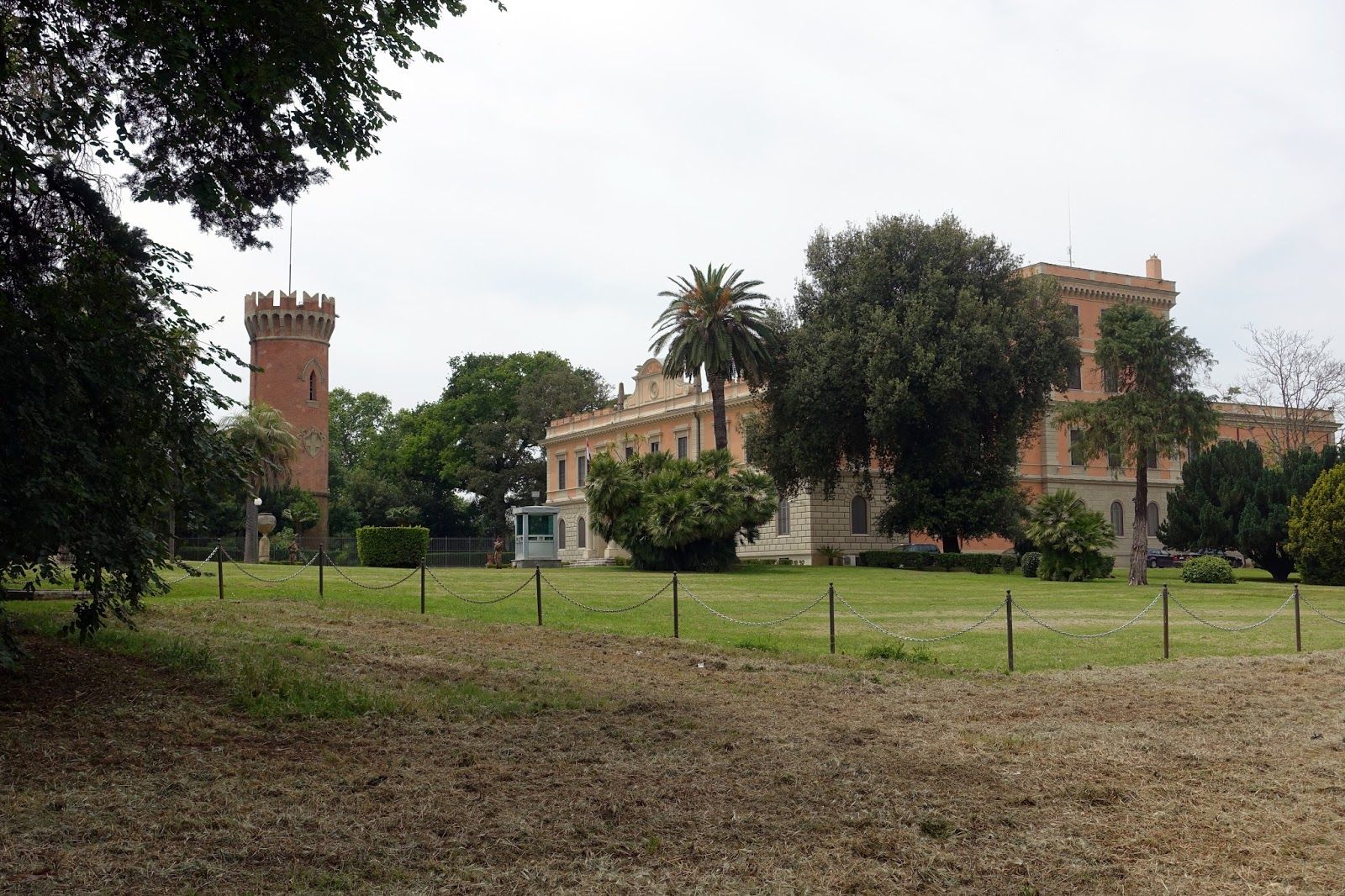
Villa Savoia, actuelle ambassade d'Egypte

## Bunker de Mussolini
Cette construction a été décidée par Mussolini et réalisée en 1941-42 afin de servir d'abri anti-aérien pour la famille royale et pour lui-même. Après la guerre, la structure a été totalement abandonnée, devenant un refuge pour sans abris, vandalisée et taguée. Depuis avril 2016 le Bunker a été restauré et est visitable, grâce à une convention entre la Commune de Rome et l'Association Roma Sotterranea.

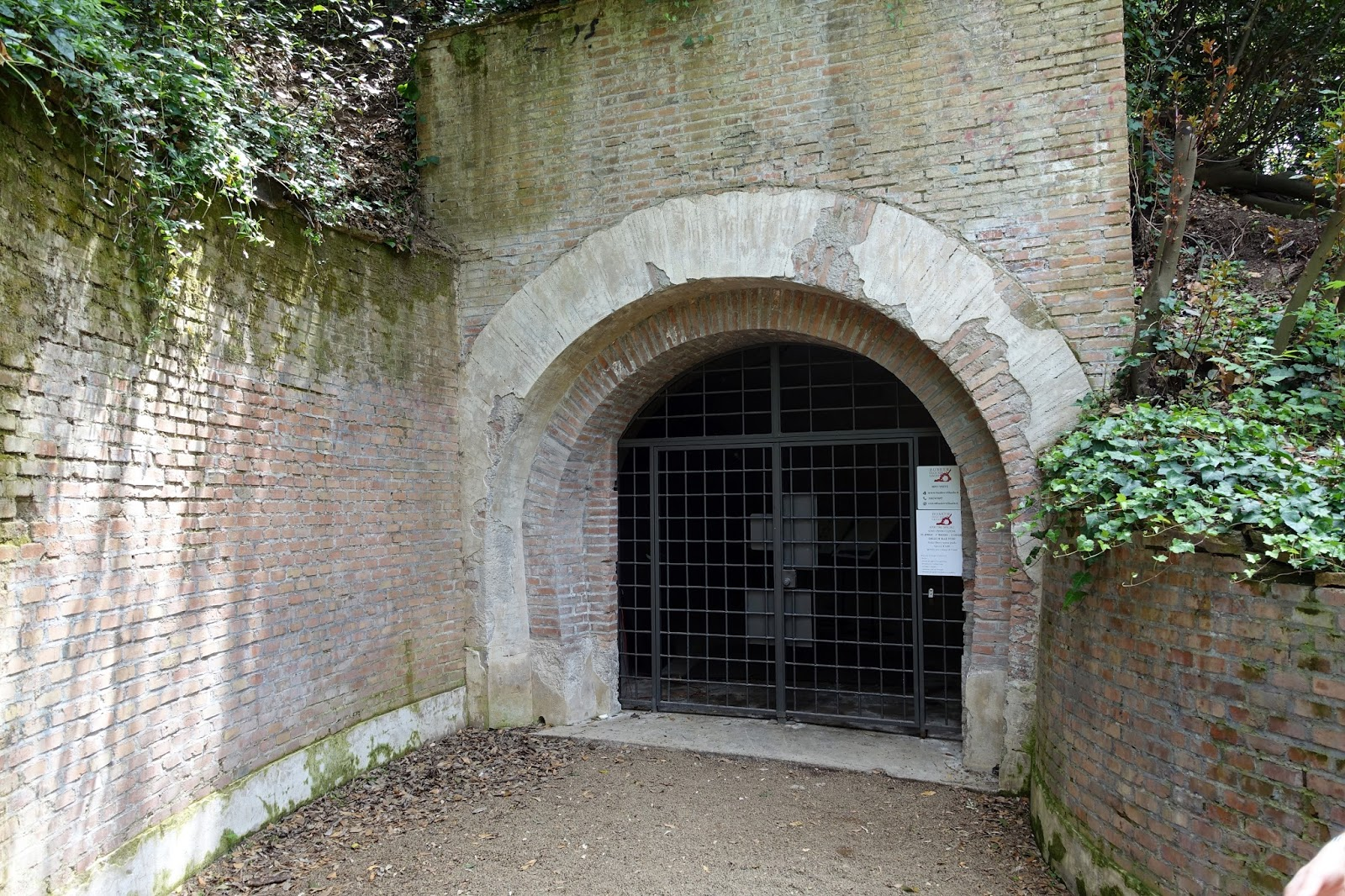
Entrée du bunker
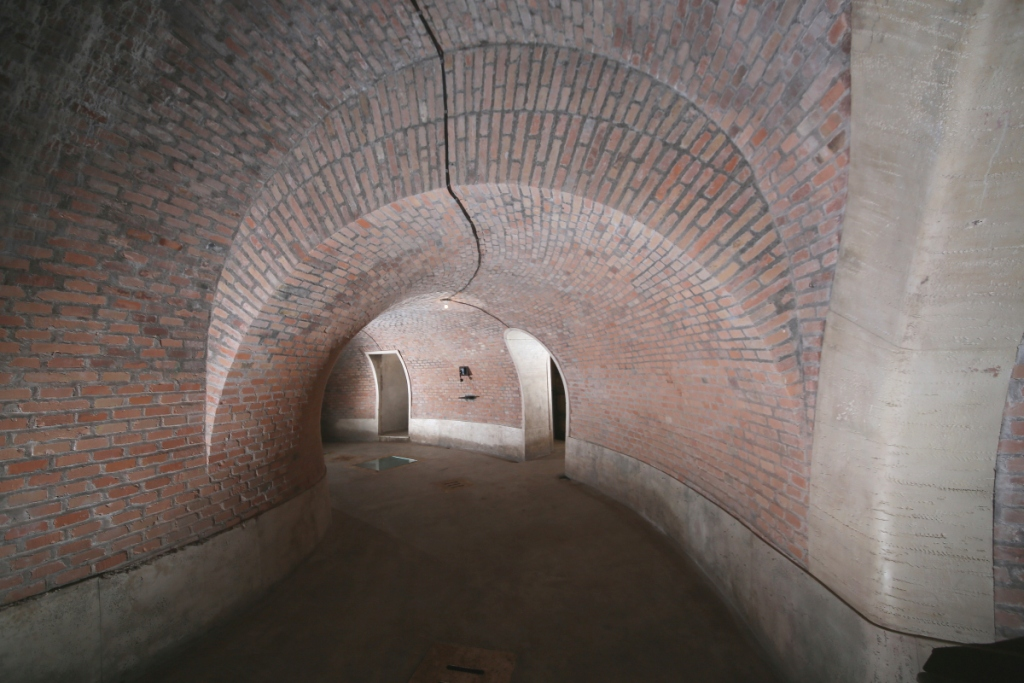
Intérieur
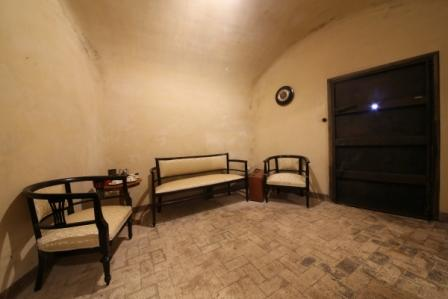
Refuge

## Faune et flore
Le grand parc est caractérisé par des forêts de chênes verts, de chênes-lièges, de forêts de pins et de prairies, selon la configuration irrégulière traditionnelle du jardin anglais. 

Ce parc est en partie sauvage. Il était prévu qu'il serve de réserve de chasse à la famille royale de Savoie, et a donc été peu aménagé. Il est boisé à 80%, et contient un grand lac artificiel. La faune y est variée: écureuils, hérissons, lapins, oiseaux... La flore se compose surtout de pins, mais aussi d'autres espèces locales comme les chênes, lauriers, oliviers... Des palmiers et quelques espèces tropicales ont été ajoutées dans un but ornemental. 

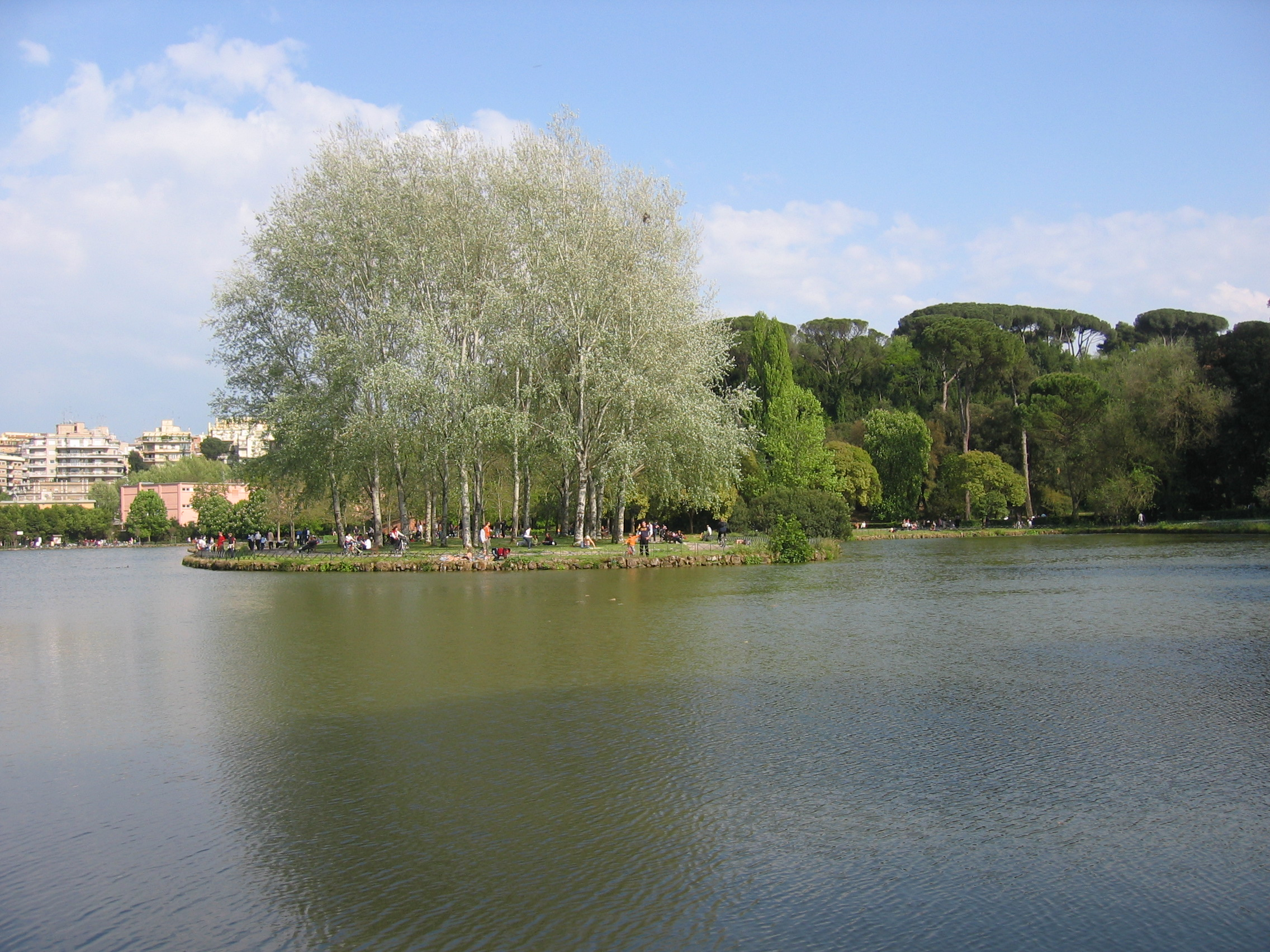
Lac et île
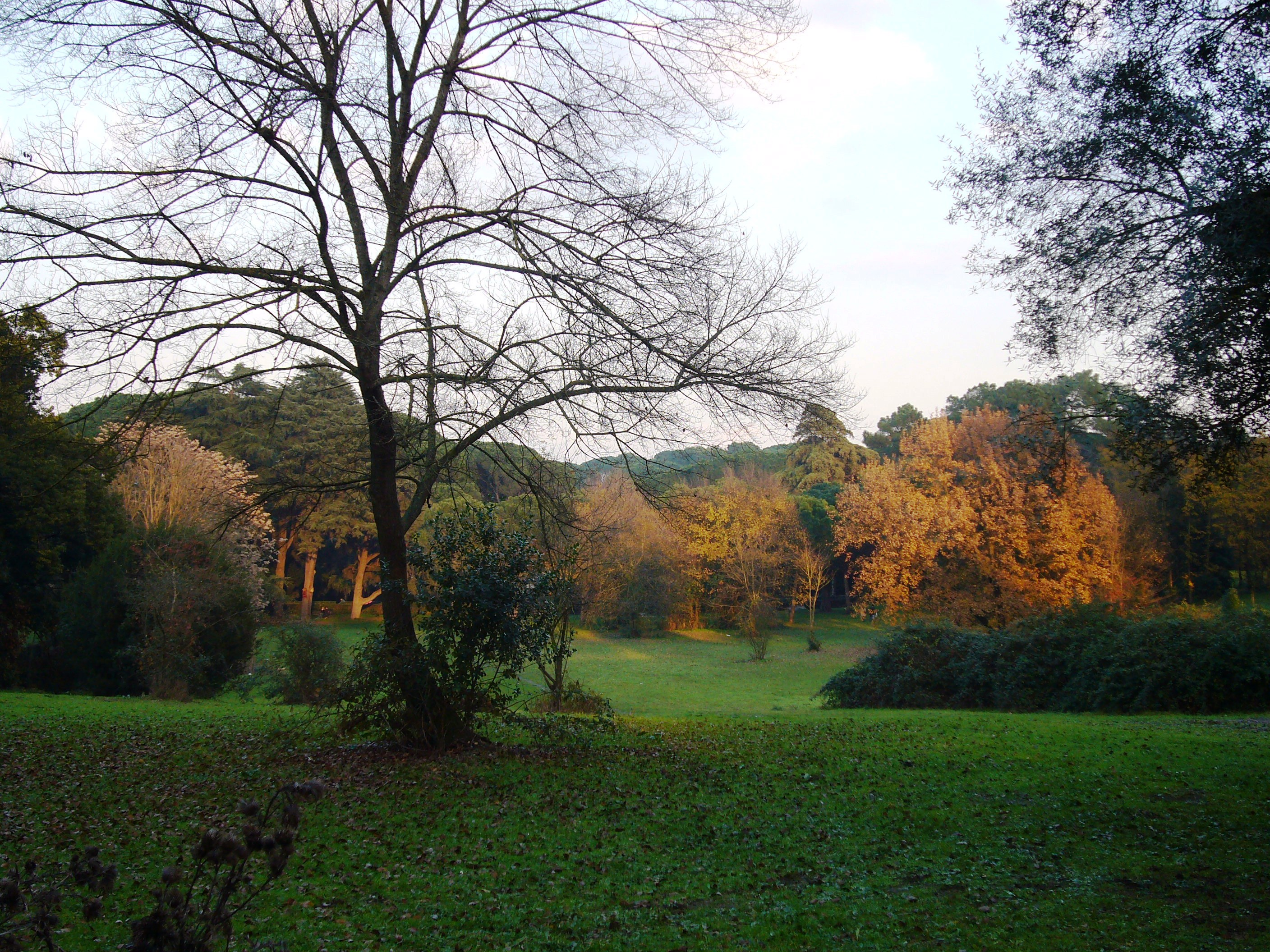
Le parc
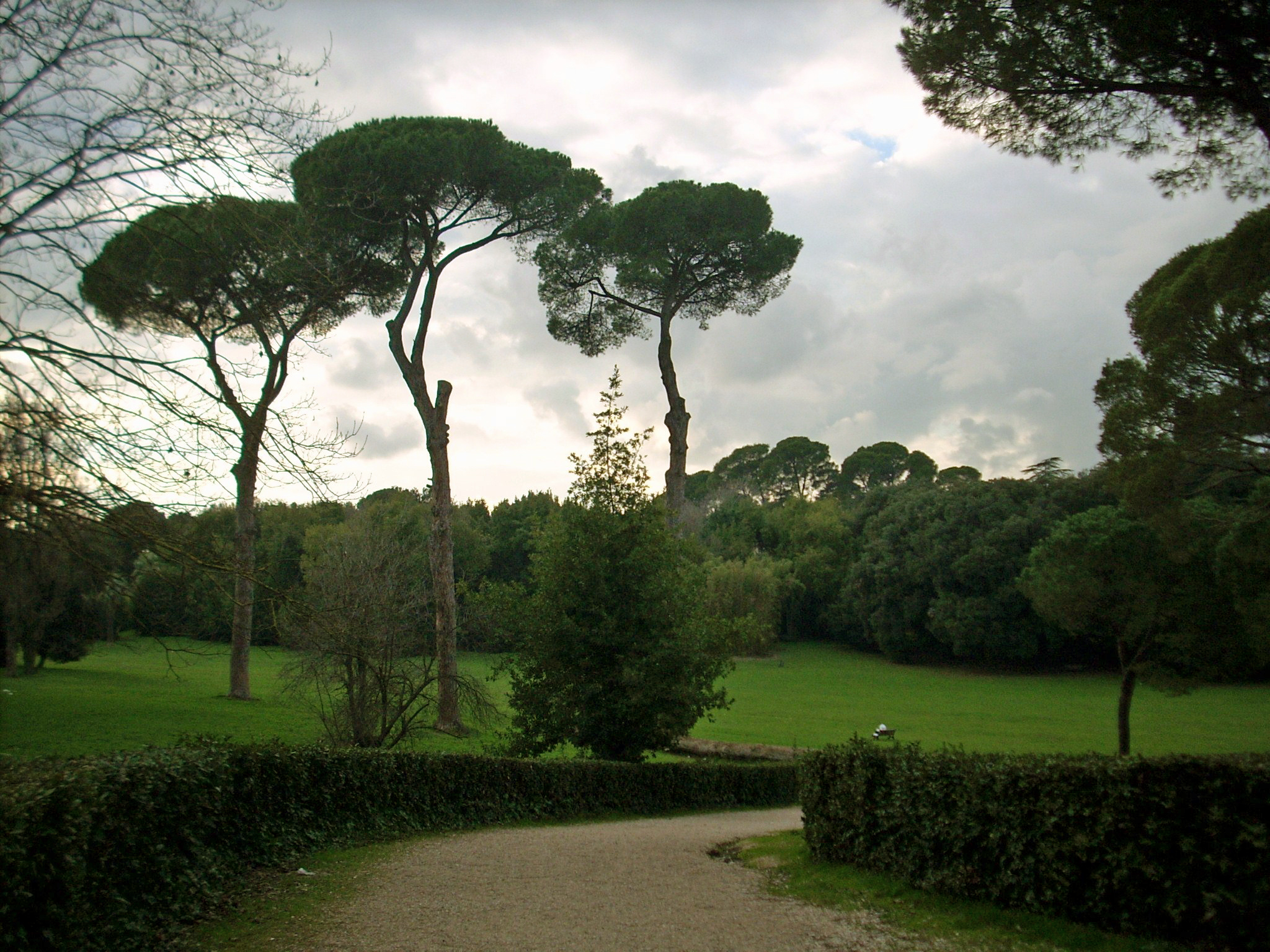
Allées et pins
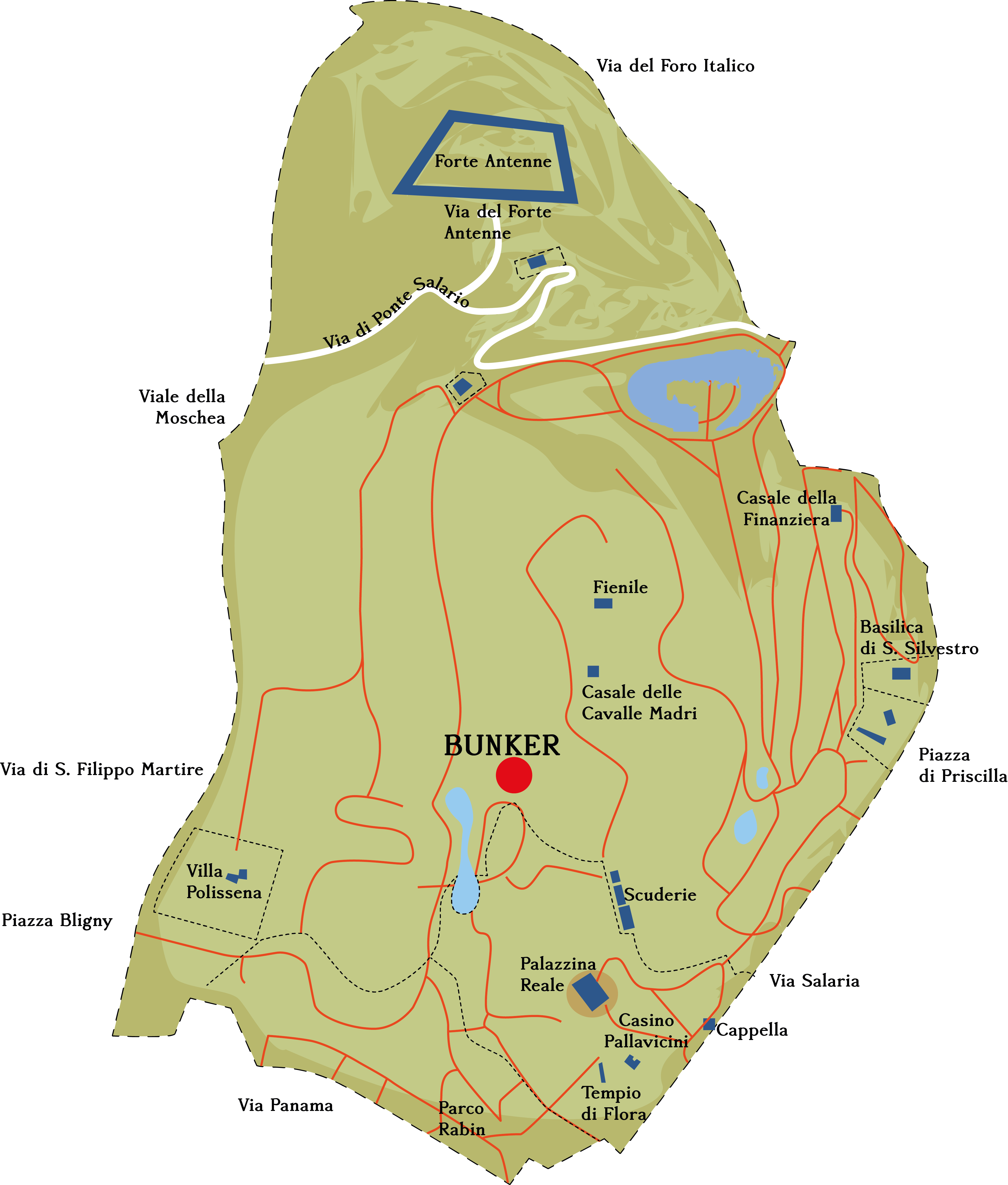
Plan du parc

## Dans la culture
Les extérieurs parcourus à bicyclette dans Le Jardin des Finzi-Contini de Vittorio De Sica ont été tournés dans le parc de la Villa Ada. Dans le parc a aussi été tourné un film, Villa Ada, réalisé par Pier Francesco Pingitore en 2000.
Une grande partie du roman de Niccolò Ammaniti, intitulé Che la festa cominci (Einaudi, 2009), se déroule dans le parc de la Villa Ada. Un groupe de reggae, Villa Ada Posse, tire également son nom de cette villa.
Depuis 1994 chaque année en été a lieu, à l’étang de la villa, l’événement Rome rencontre le monde, une série de concerts de musique du monde organisés par ARCI, en collaboration avec la municipalité de Rome, afin de mener des initiatives en faveur de la paix et de l’intégration multiculturelle et contre la guerre, le racisme, la mondialisation et la peine de mort.

## liens externes
- (it) « Villa Ada Savoia », sur Sovraintendenzaroma.it
- (it) « Villa Ada Savoia », sur www.060608.it